# Joseph Van Luppen

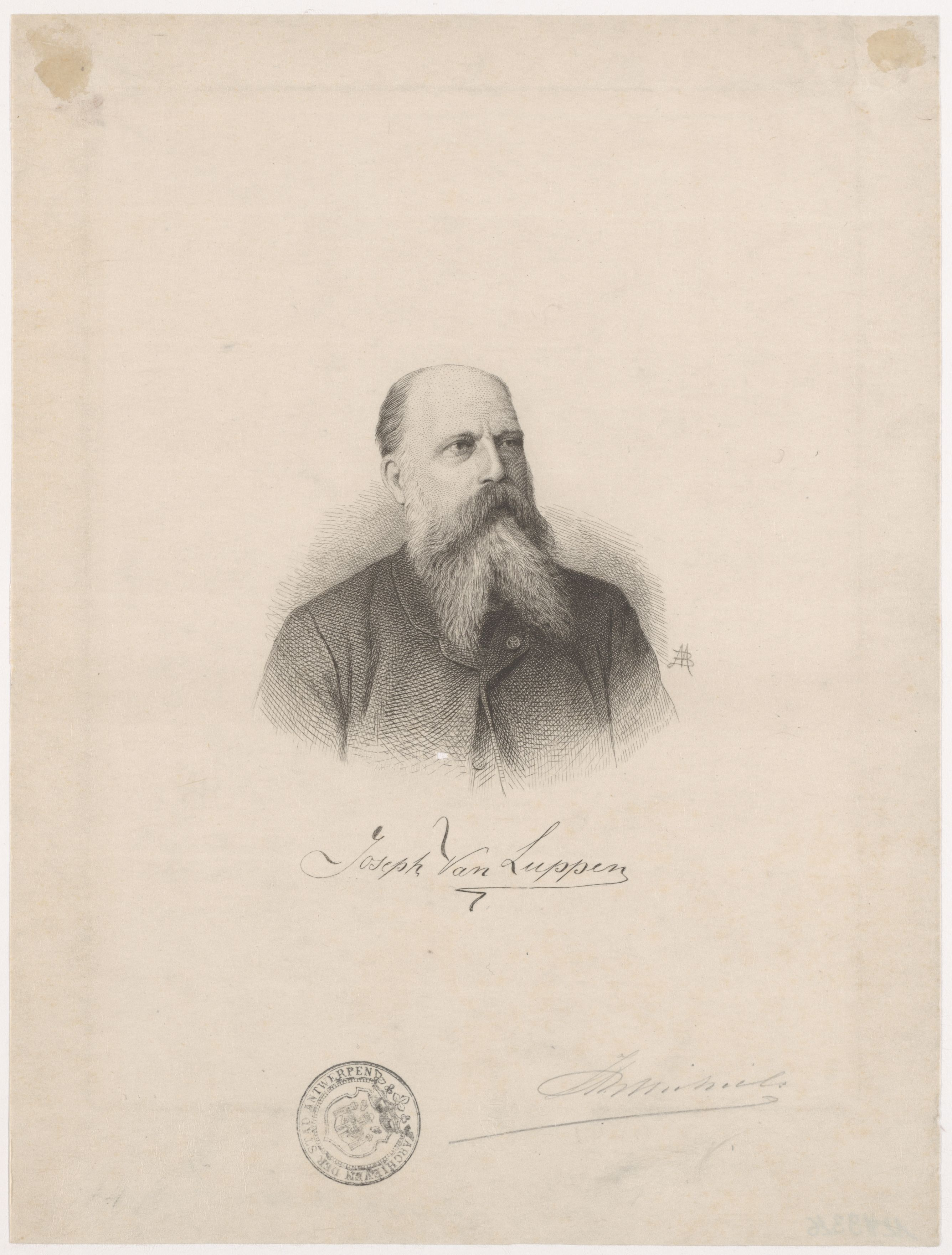
Portret van Joseph Van Luppen door Jean Baptiste Pierre Michiels

Joseph Gérard Van Luppen (Antwerpen, 18 november 1834 - Deurne (Antwerpen), 9 oktober 1891) was een Belgisch kunstschilder.

## Levensloop
Joseph Gérard Adrien Van Luppen studeerde aan de Antwerpse Kunstacademie in de klas voor landschapschilderen van Jacob Jacobs. Hij volgde ook nog lessen bij de landschapschilder Frans Lamorinière en later bij Théodore Rousseau in Parijs.
In 1880 volgde hij Jacobs op als titularis van de landschapsklas aan de Antwerpse Academie. De strijd voor de opvolging van Jacobs ging tussen Van Luppen, Frans Lamorinière en Auguste de Lathouwer uit Leuven.
Van Luppen schilderde realistische landschappen, meestal met een onbestemde melancholische sfeer. Hij reisde in eigen land op zoek naar geschikte onderwerpen. Hij bereisde enkele keren de Ardennen in het gezelschap van kunstschilder André Plumot. Hij bezochte er onder meer de vaak geschilderde kasteelruïne van Montaigle. Hij reisde ook in Duitsland, Oostenrijk, Zwitserland en Italië. Net als zijn leermeester Frans Lamorinière werd hij door latere critici, onder invloed van het impressionistisch gedachtegoed, afgedaan als een traditionalistische schilder.
Van Luppen woonde in de Reynderstraat 26 in Antwerpen.

## Tentoonstellingen
- Salon 1859, Kortrijk: "Gezicht te Prad aan de Zwitserse grens. Na de regen", "Souvenir van Lombardije", "Partiens. Omstreken van Meran in Tirol. Avond", "Ochtendeffect. Dachstein in Oostenrijk. Gezicht bij het meer", "Gezicht in Stiermarken. Avondeffect".
- Tentoonstelling van Levende Meesters 1859, Den Haag: "Herinnering aan Stiermarken. Ochtend", "Gezicht op Berchtesgaden"
- Tentoonstelling van Levende Meesters 1863, Den Haag: "Herfstmorgen nabij Etikhove".
- 1884: tentoonstelling in de Cercle Artistique et Littéraire in Brussel.

## Musea
- Antwerpen, Kon. Museum voor Schone Kunsten
- Brussel, Kon. Musea voor Schone Kunsten van België
- Brussel, Museum van Elsene
- Gent, Museum voor Schone Kunsten
- Kortrijk
- Leuven
- Lier
- Luik